# Kento Miyaura
Kento Miyaura (宮浦 健人?, Miyaura Kento; Kumamoto, 22 febbraio 1999) è un pallavolista giapponese, opposto dei JTEKT Stings Aichi.

## Carriera

### Club
Kento Miyaura inizia a giocare a pallavolo a livello scolastico, tra cui la Waseda University, dove resta fino al 2020. Viene ingaggiato dai JTEKT Stings nella stagione 2020-21, debuttando nella V.League Division 1 giapponese, con cui conquista la Coppa dell'Imperatore 2020.
Nella stagione 2022-23 si trasferisce in Polonia, vestendo la maglia del Stal Nysa in Polska Liga Siatkówki, mentre nella stagione successiva passa nella ligue A francese, ingaggiato dal Paris. Nel campionato 2024-25 fa poi ritorno ai JTEKT Stings Aichi.

### Nazionale
Nel 2017 è stato convocato nella nazionale giapponese under 19, vincendo, nello stesso anno, la medaglia d'oro al campionato asiatico e oceaniano.
Ottiene le prime convocazioni nella nazionale maggiore nel 2021 e durante la prima competizione, il Campionato asiatico e oceaniano maschile di pallavolo 2021, ottiene la medaglia d'argento nonché il premio come miglior opposto. Due anni dopo conquista l'oro al Campionato asiatico e oceaniano e il bronzo in Volleyball Nations League mentre nel 2024 ottiene l'argento in Volleyball Nations League maschile e scende in campo alle Olimpiadi di Parigi fermandosi nei quarti di finale.

## Palmarès

### Club
- Coppa dell'Imperatore: 1

2020

### Premi individuali
- 2021 - Campionato asiatico e oceaniano: Miglior opposto
- 2022 - V.League Division 1: Premio fair play